# ناتاشا دورچیچ
ناتاشا دورچیچ (کرواتی: Nataša Dorčić؛ زادهٔ ۹ ژوئن ۱۹۶۸) بازیگر اهل کرواسی است.
از فیلم‌ها یا برنامه‌های تلویزیونی که وی در آن نقش داشته‌است می‌توان به فقط بین ما اشاره کرد.